# 眠れぬ夜を抱いて
『眠れぬ夜を抱いて』（ねむれぬよるをだいて）は、『スポーツニッポン』で連載された野沢尚の小説である。
2002年にはテレビ朝日の木曜ドラマ枠で、野沢自らの脚本でドラマ化された。

## テレビドラマ
2002年4月11日から6月27日まで毎週木曜日21:00 - 21:54に、テレビ朝日系の「木曜ドラマ」枠で放送された。主演は財前直見。

### ストーリー
中河悠子（財前）は、不動産会社を経営する夫の欧太（仲村）と娘の美奈（大平 ※原作では明菜）とともに欧太が手がけた長野県の新興住宅街に引っ越してきた。
先に引っ越してきている近隣住民たちと親睦を兼ね、バーベキューをしたが、その時に欧太と近隣住民がちょっとした言い争いになり、悠子は不安を覚える。その翌日から、近隣の一家が次々と失踪。「呪われた街」と悪評が立ち、住宅の契約者からは責められキャンセルを食らい、頭を悩ませる。
そんなある日、悠子は、12年前、1990年のクリスマスイヴに、オーストラリアのゴールドコーストの銀行に強盗が入り、日本から赴任していた大出類子（伊藤）という26歳の女性行員が殺害されたことを知る。

### キャスト

#### 中河家
中河悠子〈34〉
演 - 財前直見
主人公。家族を愛するよき妻、母である。近隣住民の失踪から始まった不可解な出来事の原因を自らの手で調べていく。
中河欧太〈38〉
演 - 仲村トオル
悠子の夫。不動産デベロッパー「リバーランズ」を経営。家族思いのマイホームパパだが、その過去は謎に包まれている。
中河美奈〈9〉
演 - 大平奈津美
悠子、欧太の一人娘。父が手がけた住宅街で起きた住民の連続失踪により、学校でいじめを受ける。

#### 山路家
山路康平〈34〉
演 - 筧利夫
Jリーグの解説者。2番目に失踪した一家の主。欧太と口論になる。
山路君枝〈35〉
演 - 秋本奈緒美
康平の年上の妻。元テレビ局のディレクターであり、欧太の部下、葛井とはある事件を機に知り合う。
山路悟〈9〉
演 - 常盤祐貴

#### 進藤家
進藤要士〈35〉
演 - 田辺誠一
最初に失踪した一家の主。外資系保険会社に勤務。康平とは顔見知りのようだが、どこかぎこちない。
進藤萌〈33〉
演 - 渡辺由紀
要士の妻。ややヒステリックな性格。
進藤卓也〈8〉
演 - 片岡涼
進藤富貴子
演 - 池田道枝

#### 大出家
大出類子
演 - 伊藤裕子
東京メトロバンクゴールドコースト支店の行員だったが、勤務中押し入った強盗に頭を撃たれ命を落とす。享年26、本作におけるキーマン的存在。
大出千賀子〈63〉
演 - 高林由紀子
類子の母。娘亡き後は、静岡県で一人で暮らしている。

#### 長野県警察
本間秀夫〈36〉
演 - 高知東生
長野県警に勤務する刑事。永輔と行動を共にしている。
熱田永輔〈51〉
演 - 大杉漣
長野県警警部補。悠子の不穏な動きを察知し、一連の事件に介入しないよう忠告する。内縁の妻である美琳が覚醒剤中毒の男に殺されそうになったのを庇い左目、左手と左足を失ない杖が欠かせない、風貌から恐がられる事が多いが思慮深かく温和な性格。

#### その他
葛井忠道〈36〉
演 - 古田新太
リバーランズ社員。元陸上自衛隊のレンジャー隊員だったが訓練中に発狂した同僚を手にかけてしまった過去がある、全てを知った上で自分を雇ってくれた欧太に忠誠を誓い、どんな仕事も引き受ける右腕的存在。
石黒敬一郎〈45〉
演 - 石丸謙二郎
楢崎本部長〈40〉
演 - 神保悟志
牛島年秋〈53〉
演 - 中丸新将
東京メトロバンク副頭取。1990年当時はゴールドコースト支店の支店長で、類子の直属の上司だった。
柳島志保子
演 - 島ひろ子
美琳〈29〉
演 - りょう
不法滞在の中国人ホステスだったが、強制送還を引き合いに捜査協力をさせられていた、その報復で覚醒剤中毒の殺し屋から庇い左半身を失った永輔を内妻として、かいがいしく世話を焼いている、中河一家の身を案じるなど永輔同様温和な性格、自戒と自責の念から赤い服しか着用しない。

### スタッフ
- 原作・脚本 - 野沢尚
- プロデューサー - 黒田徹也、中込卓也、関口静夫
- 主題歌 - the brilliant green「Forever to me 〜終わりなき悲しみ〜」
- 演出 - 西谷弘、村上正典、北川学

### 放送日程
| 各話                                                          | 放送日        | サブタイトル                     | 公式HPでのサブタイトル   | 演出     | 視聴率 |
| ------------------------------------------------------------- | ------------- | -------------------------------- | ------------------------ | -------- | ------ |
| 第1話                                                         | 2002年4月11日 | 今夜登場人物の三人が消える!?     | 【家族が消えた日】       | 西谷弘   | 09.7%  |
| 第2話                                                         | 2002年4月18日 | 死んだ女が次の家族をねらう       | 【また家族が消えた】     | 西谷弘   | 10.8%  |
| 第3話                                                         | 2002年4月25日 | 消えた少年が、娘に残したヒント   | 【真夏のサンタクロース】 | 村上正典 | 11.2%  |
| 第4話                                                         | 2002年5月02日 | まさかあなたが、犯人だったなんて | 【ぬくもりに潜むもの】   | 西谷弘   | 07.3%  |
| 第5話                                                         | 2002年5月09日 | 消えた家族、発見                 | 【夫の身上調査】         | 村上正典 | 09.2%  |
| 第6話                                                         | 2002年5月16日 | 今度は夫が、殺される             | 【真相】                 | 西谷弘   | 09.1%  |
| 第7話                                                         | 2002年5月23日 | 愛する女を、自分で殺す           | 【襲撃の日】             | 西谷弘   | 08.1%  |
| 第8話                                                         | 2002年5月30日 | 妻の反乱                         | 【恐怖の報酬】           | 村上正典 | 08.5%  |
| 第9話                                                         | 2002年6月13日 | 妻が盗んだパスワード             | 【愛のために夫と闘う】   | 北川学   | 06.8%  |
| 第10話                                                        | 2002年6月20日 | 私が夫を捕まえる                 | 【クライマックス】       | 村上正典 | 08.5%  |
| 最終話                                                        | 2002年6月27日 | 運命の夜                         | 【夫婦、旅の果てに…】    | 西谷弘   | 09.5%  |
| 平均視聴率 9.0%（視聴率はビデオリサーチ調べ、関東地区・世帯） |               |                                  |                          |          |        |

### エピソード
- 主人公の娘の名前が明奈から美奈に変更されたのは、悠子役の財前直見がかつて主演した『お水の花道』という他局ドラマでの役名が「明菜」であったためである。
- 原作では舞台の地名を清澄としているが、これは野沢が書き下ろした他局ドラマ『青い鳥』の舞台であり、本文中にも同作のメタフィクションを織り込むなど関連性を窺わせる一面がある。しかしドラマ版では元澄に変更された。
- 中河家の愛車はプジョー・406。これは当時、プジョー・ジャポンが木曜ドラマのスポンサーだったからである。
- ビデオソフト化を望む声があるが、権利上の問題からか現在に至るまでソフト化はおろか再放送もされていない。

| テレビ朝日系列 木曜ドラマ          | テレビ朝日系列 木曜ドラマ                  | テレビ朝日系列 木曜ドラマ         |
| 前番組                             | 番組名                                     | 次番組                            |
| ---------------------------------- | ------------------------------------------ | --------------------------------- |
| 婚外恋愛 （2002.1.10 - 2002.3.14） | 眠れぬ夜を抱いて （2002.4.11 - 2002.6.27） | サトラレ （2002.7.4 - 2002.9.12） |